# Cobalt(II)-formiat
Cobalt(II)-formiat ist das Cobaltsalz der Ameisensäure mit der Konstitutionsformel Co(HCOO)2.

## Darstellung
Cobalt(II)-formiat kann aus Cobalt(II)-carbonat und Ameisensäure hergestellt werden.
{\displaystyle \mathrm {CoCO_{3}+2\ HCOOH\longrightarrow Co(HCOO)_{2}+H_{2}O+CO_{2}\uparrow } }
Auch eine Synthese aus Cobalt(II)-chlorid und D-Xylose in Ethanol wurde publiziert.

## Eigenschaften
Der Kristallwassergehalt wurde erstmals 1878 von H. Stallo bestimmt, die Kristallstruktur von Cobalt(II)-formiat-dihydrat wurde erstmals 1966 untersucht. Es kristallisiert im monoklinen Kristallsystem in der Raumgruppe P21/c (Raumgruppen-Nr. 14) mit den Gitterparametern a = 8,68 Å, b = 7,16 Å, c = 9,27 Å und β = 97,4°. In der Elementarzelle befinden sich vier Formeleinheiten. Es ist isomorph zu vielen anderen Formiaten zweiwertiger Übergangsmetalle (z. B. Nickel-, Mangan-, Magnesium-, Kupfer-, Zink-, Eisen- und Cadmiumformiat).

## Verwendung
Durch reduktive Zersetzung von Cobalt(II)-formiat bei 300–420 °C kann elementares Cobalt gewonnen werden.